# Réserve naturelle de Bleiksmorenen
La réserve naturelle de Bleikmorenen est une réserve naturelle norvégienne  qui est située dans la municipalité d'Andøy dans le Nordland.
Elle est située juste au sud-ouest du village de Bleik au nord de l'île d'Andøya dans le comté de Nordland. La réserve naturelle s'étend sur 1,235 km2. La zone est protégée pour sauvegarder une zone de grande valeur géologique quaternaire, la moraine de Bleik.